# Harmonica – en hämnare
Harmonica – en hämnare (italienska: C'era una volta il West, engelska: Once Upon a Time in the West) är en italiensk-amerikansk film från 1968 i regi av Sergio Leone med Henry Fonda, Claudia Cardinale, Charles Bronson och Jason Robards i huvudrollerna. Manuset är skrivet av Sergio Leone och Segio Donati. Filmen producerades av Paramount Pictures.
Filmen utspelar sig omkring år 1870 under byggandet av en järnväg mellan Atlanten och Stilla havet. Ytligt sett gäller handlingen striden om äganderätten till en framtida järnvägsstation (Sweetwater) i Arizona. På ett djupare plan är det en historia om personlig hämnd; om en människa som har hämnden som enda drivkraft och vars existens blir meningslös när denna är fullbordad. Harmonica (Charles Bronson) förföljer revolvermannen, den psykopatiske mördaren Frank (Henry Fonda), som jobbar för det stora järnvägsbolaget. Orsaken till att Harmonica förföljer honom och dödar hans underhuggare antyds genom minnessekvenser som successivt blir allt tydligare. Först när Frank är döende avslöjar Harmonica orsaken för honom.
Italienska originalversionen är 168 minuter lång och den klippta amerikanska nedkortad till 144 minuter. Den italienska titeln lyder i ordagrann översättning: "En gång i tiden fanns västern" ("Once upon a time, there was the West").

## Handling
Tre revolvermän (Jack Elam, Woody Strode och Al Mulock) inväntar ett tåg på en öde järnvägsstation. När tåget rullar in, gör de sina vapen redo, men när ingen kliver av, vänder de sig för att gå. Tåget åker i väg och ett munspel hörs. En man, vars namn inte avslöjas, men som därefter kallas Harmonica (Charles Bronson), frågar efter Frank och får höra att männen är skickade av honom. De drar sina vapen, men Harmonica besegrar dem.
På ranchen Sweetwater gör Brett McBain (Frank Wolff) och hans tre barn i ordning ett mottagande för hans nya fru, den prostituerade Jill från New Orleans. Just som sonen ska bege sig till stationen och hämta henne, massakreras hela familjen av skyttar. Det yngsta barnet kommer springande in från huset och stannar tvärt inför synen av fem män. När en av dem frågar ledaren Frank (Henry Fonda) vad de ska göra med pojken, svarar Frank: ”Nu när du nämnt mig vid namn” och skjuter barnet. Frank och hans män planterar bevisning för att misstänkliggöra banditen Cheyenne för dådet. Jill McBain (Claudia Cardinale) stiger av tåget i Flagstone och körs mot Sweetwater. Kusken stannar till vid en pub i öknen, där den efterlyste Cheyenne (Jason Robards) söker sin tillflykt efter skottlossning. Harmonica befinner sig också på puben.
I Sweetwater påträffar Jill liken efter sin familj, men beslutar sig för att stanna kvar. Det visar sig att det är järnvägsbolagets chef Morton (Gabriele Ferzetti) som velat komma över McBains mark och lejt mördarna. Jill ändrar sig och beslutar att återvända till New Orleans, men överrumplas av Harmonica. Han försvarar henne mot två av Franks lakejer, och uppsöker sedan Frank på Mortons tåg och blir tillfångatagen.
Morton skickar Frank för att göra upp med Jill, som har insett att Brett planerade för en järnvägsstation i Sweetwater och att marken som hon nu äger är dyrbar. Frank uppenbarar sig i huset och ligger med henne. Cheyenne, som smugit sig ombord på tåget, besegrar Franks medhjälpare. Bekymrad över Franks metoder, anlitar Morton hans män för att mörda honom i Flagstone. Harmonica och Jill befinner sig också i staden när Sweetwater är ute för auktion. Med Cheyenne i fångenskap kommer Harmonica och köper gården med belöningen för Cheyenne, bara för att återbringa marken till Jill. Han förstår att Frank är utsatt för ett bakhåll, och då han själv vill hämnas på honom, räddar han hans liv. Frank rider därefter till tåget och finner alla döda. Tillbaka i Sweetwater drar det ihop sig till ett avgörande mellan Frank och Harmonica. Frank vill veta vem främlingen är och säger att ingenting, varken marken, pengarna eller kvinnan, betyder någonting längre.
Männen ställer sig mot varandra. Harmonica minns hur Frank för länge sedan tvingade honom bära sin storebror på axlarna medan brodern var bunden med en snara om halsen. Frank stack ett munspel i hans mun och väntade på att han skulle falla av utmattning. När minnessekvensen är över, drar de revolvrarna och Harmonica skjuter först. Medan Frank ligger på marken, frågar han igen vem mannen är. I stället för att svara, sätter Harmonica munspelet i hans mun, Frank minns och dör. Cheyenne och Harmonica lämnar den nu rika Jill ensam i Sweetwater. Efter en kort rutt faller Cheyenne av hästen, skadad efter skottlossningen med Morton. Cheyenne dör och det första loket rullar in till Sweetwater.

## Karaktärer
Jill McBain är liksom Vienna i Johnny Gitarr en kvinna som vänder sitt liv till det bättre och som efter tveksamhet anammar lantliga ideal. Jill har varit prostituerad på ett av Bourbon Streets bästa horhus i New Orleans. Inledningsvis försöker hon hantera hot på samma sätt som hon gjort i sitt förra leverne; genom att låta sig våldtas och sedan förtränga det, men efter han växer hennes självförtroende och hon ser sig vara värdig en äkta man. Banditen Cheyenne, som hon hoppas ska stanna kvar hos henne, betraktar dock henne mer som en modergestalt och ingen romantik utvecklas dem emellan. När Harmonica i ett skede sliter av henne hennes dyra kläder när hon gör sig i ordning att återvända till New Orleans, verkar det som att han avser förgripa sig på henne. I själva verket vill han att hon ska vara praktiskt klädd och han uppträder som hennes beskyddare. Andra kläder, som döljer hennes förflutna, gör henne mindre sårbar inför antagonisterna.
Frank är järnvägsbaronen Mortons handgångne mördare och filmens antagonist. Han delar förnamn med skurken i Sheriffen. Frank är professionell mördare, men har politiska ambitioner. Han respekterar inte sin chef, utan drar i tågets nödbroms som han vill, sitter i Mortons fåtölj och röker hans cigarrer. Vid ett skede, då Morton lämnat tåget och besöker Frank i hans gömställe i bergen, slår Frank ifrån honom kryckan och hotar att krossa honom som den "skallösa sköldpadda" han är.
Cheyenne är en rastlös och romantisk bandit. I början förefaller han dum, men visar sin listiga sida när han klättrar på Mortons tåg och skjuter en av Mortons lakejer med revolvern i sin stövel.
Morton är chef för ett järnvägsbygge tvärsöver USA. Han börjar vid atlantkusten och vill nå Stilla havet innan skelettuberkulosen tar hans liv. Hans namn anspelar, liksom Douglas Mortimer i För några få dollar mer, på döden. I Mortons fall förkroppsligas döden i den järnvägsräls han lämnar efter sig. Morton har ingen historisk förebild, eftersom inget järnvägsbolag på 1860-talet försökte lägga räls över USA:s väst- och östkust.

## Rollista
| Claudia Cardinale | – Jill McBain  |
| Henry Fonda       | – Frank        |
| Jason Robards     | – Cheyenne     |
| Charles Bronson   | – Harmonica    |
| Gabriele Ferzetti | – Morton       |
| Paolo Stoppa      | – Sam          |
| Woody Strode      | – Stony        |
| Jack Elam         | – Snaky        |
| Keenan Wynn       | – Sheriff      |
| Frank Wolff       | – Brett McBain |
| Lionel Stander    | – Barman       |
| Al Mulock         | – Knuckles     |

## Produktion

### Tillkomst
Egentligen ville Leone inte producera en till westernfilm, utan planerade för en gangsterfilm om 1920-talets New York; det som sedermera blev Once Upon a Time in America. Entusiastisk över framgången med Den gode, den onde, den fule, lovade United Artists honom en imponerande budget och skådespelare som Kirk Douglas, Gregory Peck och Charlton Heston. När han väl beslutat sig för att göra en westernfilm, ville Leone ha mer frihet och dessutom ingen av de föreslagna skådespelarna, utan Henry Fonda, vände han sig till Paramount Pictures. Harmonica skulle bli mer personlig än Dollartrilogin. I flera månader utbytte han idéer med Bernardo Bertolucci och Dario Argento de och diskuterade amerikanska westernfilmer som de uppskattade. Bertolucci hade uppdragits skriva handlingen till Harmonica sedan han berömt Leone för Den gode, den onde, den fule. De två delade också politisk åskådning.
Filmen skulle ta avstamp i början av civiliseringen av vilda västern när en transkontinental järnväg skulle dras från öst till väst. Detta var ingalunda ett nytt perspektiv inom westerngenren och hade förekommit i bland annat i Så vanns vilda västern med flera filmer. Leone ville emellertid förena fiktion med historia på ett nostalgiskt sätt om vilda västerns slut. Genom stereotypa karaktärer ville han rekonstruera dåtidens USA och ställa karaktärerna inför den nya tiden, som samtidigt innebar slutet för dem. I en scen konstaterar Harmonica att personer som Morton kommer ta död på västerns guldålder, medan kameran riktas mot järnvägsbygget. I samma ögonblick som det första tåget rullar in på de nylagda skenorna, rider Harmonica, en av de sista individualisterna från den gamla tiden, i väg mot bergen med Cheyennes lik över hästryggen. Alla de klassiska karaktärerna är representerade: en lakej som både är mördare och som vill vara affärsman (Frank), en romantisk bandit (Cheyenne), en affärsman som vill vara revolverman (Morton), en ensam hämnare (Harmonica) och en sköka från New Orleans (Jill). Alla de är utdöende, både fysiskt och moraliskt; de är offer för den nya eran, som Leone förklarade det. Bara Jill kvarstår när filmen slutar och har en viktig funktion att fylla; det vill säga att bjuda de törstiga järnvägsarbetarna på dryck. De manliga karaktärerna å andra sidan försvinner och misslyckas med sina drömmar; järnvägsmagnaten Morton får aldrig se Stilla havet, utan dör i stället vid en vattenpöl i öknen, Frank inser att han bara är ”människa” och inte affärsman, och banditen Cheyenne dör av en skottskada.
Detta var första gången som Leone lät en kvinna vara huvudperson. I andra av hans filmer figurerade kvinnor som prostituerade eller förekom i andra statistroller. Romantiska situationer mellan Clint Eastwoods karaktärer i Den gode, den onde, den fule och För några få dollar mer hade klippts bort på ett tidigt stadium. Tonino Valerii uppfattade dock att Leone hade otillräcklig kunskap om kvinnor för att fullborda filmens kärleksscener. Rollfiguren Jill McBain och scenerna med henne menade han var direkt tagna ur Johnny Gitarr och inte originella.
Ursprungligen skulle den fiktiva ranchen Sweetwater ligga på samma plats geografiskt som Abilene, Kansas, men eftersom Jill McBain skulle resa med vagn från tågstationen i staden genom Monument Valley till Sweetwater (en scen filmmakarna inte dagtingade med), bestämdes det att staden skulle heta Fagstone; en referens till Flagstaff. På en karta studerades en lämplig plats för McBains gård Sweetwater i förhållande till Flagstone, och Bertolucci fann en by med namnet Sweetwater nordost om Monument Valley i Utah, så den positionen användes. Leone besökte USA flera gånger inför projektet och bevistade Arizona, New Mexico, Colorado och Monument Valley och besåg inspelningsplatserna för John Fords filmer.
Harmonica innehåller omkring 30 referenser till Hollywoodwesternfilmer och också referenser till de tidigare Dollar-filmerna. Konflikten mellan politik och råa individer i västern har förlagan i Mannen som sköt Liberty Valance, järnvägsbygget har likheter med filmerna Union Pacific och Järnhästen, massakern på familjen McBain är hämtad ur Förföljaren, vissa inslag kommer från Mannen från vidderna och flera referenser finns till Johnny Gitarr. Efternamnet McBain togs från kriminalförfattaren Evan Hunters pseudonym Ed McBain.
Manuset arbetades fram mellan januari och april 1967. Under den tiden hann Leone dessutom bli pappa. Som vanligt föredrog Leone omfattande manuskript med tre till fyra alternativ till varje scen, så han själv kunde bestämma sig för det scenario han föredrog. Leone ville ha fler närbilder, särskilt på skådespelarnas ögon, än i de tidigare filmerna. Närbilden av Charles Bronsons ögon vid duellen mellan Harmonica och Frank är den extremaste Leone gjorde i någon film.

### Rollbesättning
Claudia Cardinale var med sina 29 år fyllda betydligt yngre än sina motspelare; Fonda var 63 år och både Bronson och Robards i övre fyrtioårsåldern. Carlo Ponti hade först föreslagit Sophia Loren som Jill McBain, men hon ansågs inte trovärdig som prostituterad. Cardinale fick lyssna på Ennio Morricones musik medan Leone förklarade handlingen för henne. Den första scenen hon filmade var när Jill och Frank är intima i en säng. Denna scen var något sensationell och Paramount proklamerade offentligt att detta var Henry Fondas första egentliga kärleksscen och samlade till en presskonferens just innan inspelningen. Fonda hade inte stiftat bekantskap med Cardinale innan och de båda kände sig obekväma med upplägget. Cardinale instruerades att vara naken, medan Fonda på grund av rådande normer om manlig nakenhet på film tilläts vara iklädd skjorta.
Leone hade varit intresserad av Charles Bronson som huvudrollsinnehavare i För en handfull dollar, men Bronson hade inte gillat manuset. Senare försökte Leone värva honom att spela Angel Eyes i Den gode, den onde, den fule, men då var Bronson upptagen med 12 fördömda män. Ursprungligen hade Leone erbjudit Clint Eastwood rollen som Harmonica, men efter att han föredragit scenen med massakern för honom blev Eastwood betänksam och tackade nej. En annan skådespelare som förelåg intresse var James Coburn, som också var ointresserad. Rock Hudson och Warren Beatty var också uppe för diskussion. Efter att ha sett 7 vågade livet blev teamet övertygat om Bronson som rätt person för rollen. Han hade visserligen haft mindre roller i westernfilmer förut, men aldrig innehaft en huvudroll.
Leone ville ha en otippad skådespelare att kreera rollen som den hänsynslöse mördaren Frank. Henry Fonda var redan från början favorit, eftersom han i sina filmer alltid representerat godhet och rättvisa. Han hade nyligen spelat skurk i Duellen i Firecreek, men inte alls med samma skrupellösa egenskaper som Frank. Fonda tilldelades en dålig översättning av manuset och nekade tills Leone personligen reste till USA för att övertala honom. När Eli Wallach, som gestaltat Tuco i Den gode, den onde, den fule, fick veta att regissören var Leone, övertygade han Fonda att ignorera manuset och tacka ja direkt. Fonda ville emellertid först se en av Leones filmer och Leone iordningställde en biograf i Hollywood, där Fonda tittade på Dollartrilogin och var därefter helt positiv. Fonda var inledningsvis osäker på förväntningarna på honom. Inför avresan till Rom hade han skaffat mörka kontaktlinser, som skulle dölja hans signifikanta blåa ögon, och han hade odlat en mustasch liknande John Wilkes Booths. Leone bad honom genast att ta bort maskeringen, eftersom han förvärvat Fonda just på grund av hans ögonfärg. Det var först när massakern på familjen McBain filmades, som Fonda kom underfund med sin rollfigur. Scenen utspelades så, att ansiktet på ledaren över det gäng som just mördat en far och två barn, långsamt framträder, varvid publiken i häpnad skulle identifiera honom som Henry Fonda. Fonda var van att styras av regissören och framträdde som osjälvständig när han sökte Leones godkännande för minsta gest.
Också Jason Robards var Leones förstahandsval för Cheyenne. Leone hade erfarenhet av Robards då han sett honom på Broadway. Han hade bara spelat i en westernfilm tidigare. Robards var emellertid känd som svår att arbeta med och på första mötet med Leone var han kraftigt berusad. Leone förbjöd honom att uppträda onykter under filmandet; annars skulle han avskedas och tvingas betala för en ersättare. Samarbetet gick bra och Robards avbröt bara filmandet vid ett tillfälle, när mordet på Robert F. Kennedy blev känt. På hans initiativ tog teamet paus resten av den kvällen.
Chefen för A. and P. H. Morton Railroad Company ville Leone skulle spelas av den etablerade aktören Gabriele Ferzetti, som hade en gedigen karriär och som förr gestaltat historiska personer.

### Inspelning
Ennio Morricones på förhand inspelade musik spelades i bakgrunden vid filmandet av vissa scener för att sätta skådespelarna i rätt sinnesstämning. Sin vana trogen lät Leone skådespelarna arbeta extremt långa dagar med uppemot 17 timmars filmande, och fyra till fem repetitioner hölls inför en tagning. Med Fonda hölls betydligt fler repetitioner än så. Fonda var missnöjd med arbetstiderna och Leone tillmötesgick honom en aning.
Innan öppningsscenen, där tre revolvermän inväntar Harmonicas ankomst, var fullbordad, begick en av skådespelarna, Al Mulock, självmord genom att hoppa ut från sitt hotellfönster, iförd cowboykostymen. När Mulock låg döende på gatan beordrade Leone att kläderna skulle avlägsnas från honom innan han transporterades till sjukhus. Planerade närbilder av hans ansikte hann inte tas innan självmordet. Mulock hade under sin sista inspelningsdag varit upprörd över att närbilderna inte togs när så skedde med Woody Strode och Jack Elam. När Leone snäste av honom, tog han av sig kostymen och sprang i väg ut i öknen och fick hämtas tillbaka. Efter hans död uppstod frågan om hela scenen behövde göras om med en ersättare. Så blev det inte, utan kostymen tillvaratogs och en manusassistent ikläddes peruk och agerade i Mulocks ställe när Harmonica skjuter ned revolvermännen.
Filmens rytm är långsam och teamet befarade att om utomhusscenerna blev lika långdragna som inomhusscenerna, skulle filmen bli över tre och en halv timme lång. Flera scener, sammanlagt uppemot 40 minuter, fick klippas bort. Merparten av dialogen mellan Jill McBain och kusken Sam under resan genom Monument Valley till Sweetwater klipptes bort, liksom en scen med Frank i en frisersalong, när Harmonica letar efter Wobbles på ett tåg och en scen där Harmonica misshandlas av tre vice sheriffer. Betydelsefull dialog från dessa sekvenser flyttades till scener som behölls eller uttalades av andra personer. Till exempel skulle barberaren säga till Frank att en man befann sig utanför och ”täljer på en träbit… jag känner på mig att någonting kommer hända när han slutar”. Eftersom detta försvann, fick i stället Cheyenne säga repliken till Jill inför duellen mellan Harmonica och Frank. Till följd av klippningen uppstod kontinuitetsproblem i narrativet; till exempel uppträder Harmonica med ett ärr i Monument Valley och Sweetwater efter slagsmålet med sherifferna utan att detta förklaras.
Huvudsakligen är handlingen förlagd till fyra platser: Sweetwater, Flagstone, Mortons tåg och Monument Valley. Trots sin längd, består filmen endast av ett tjugotal scener, men de första tre är så långa att de upptar över en fjärdedel av filmen. Handlingen utspelas på färre skådeplatser är För några få dollar mer och Den gode, den onde, den fule. Helst ville Leone filma på de verkliga platserna i USA, men landskapet hade moderniserats allt för mycket sedan 1870-talet, varför det var lättare och billigare att göra det i Spanien och Italien. Ranchen Sweetwater byggdes upp på en plats tio kilometer utanför Tabernas och 30 kilometer från Almería. Ett bostadshus på två våningar och några uthus byggdes med virke från kulisserna i Orson Welles Falstaff. Bortanför ranchen lades ett järnvägsspår och två lokomotiv införskaffades; dels karaktären Mortons elegantare, dels ett pittoreskare för järnvägsarbetarna. Staden Flagstone byggdes några hundra meter från järnvägsspåret i Estación de Calahorra. Några av byggnaderna, banken, saloonen och några butiker, finns ännu kvar. Carlo Simi som ansvarade för designen, baserade utseendet på Flagstone på El Paso. Kostnaden att bygga Flagstone uppgick till 250 000 dollar.
I april 1968 filmades interiörer i Cinecittà i Rom, och utomhusscener spelades in i Almería, Granada och Monument Valley i juli 1968. Sierra de Baza och Sierra de los Filabres valdes för utomhusscener på grund av likheterna med Utah och Arizona. 24 kilometer norr om Monument Valley i Utah uppfördes en valvbåge, som användes i minnessekvensen där Frank och hans gäng hänger Harmonicas storebror. Valvbågen lämnades kvar, men förföll i mitten av 1980-talet.

## Musik
Liksom i fallet med Dollartrilogin, städslades Ennio Morricone att komponera filmmusiken. Jämfört med de föregående filmerna var musiken för Harmonica långsammare och hade färre variationer. Nytt var att karaktärerna fick egna signaturmelodier med signifikanta inslag; Morton ackompanjeras av vågbrus, Jill McBain av klockspel samt Frank och Harmonica av intensivt spel från trumpet, munspel och gitarr. Bronsons karaktär åtföljs av en liksom cynisk munspelsmelodi. Leone var missnöjd med den melodi som Morricone komponerat för Cheyenne. Till slut förklarade Leone för Morricone Cheyennes personlighet och relaterade till Disneyfilmen Lady och Lufsen, där Cheyenne liknar Lufsen. Morricone komponerade då en för westerntemat typisk, lättsam melodi som slutade tvärt. Liksom i Dollartrilogin pålades en vissling i musiken, men en mjukare vissling än vanligt. Leone beslöt att inte använda en av Merricone skriven melodi för inledningsscenen när revolvermännen inväntar Harmonicas ankomst på järnvägsstationen. I stället använde han naturliga ljud, såsom en gnisslande väderkvarn, en knarrande trädörr, knastrande fotsteg och så vidare.
Musiken spelades in av en orkester bestående av lärare från Accademia Nazionale di Santa Cecilia, musiker från Radiotelevisione Italiana samt särskilt ihopsatta operaorkestrar. Körsång sjöngs av Alessandro Alessandroni. Sopransolon hörs av sångerskan Edda Dell’Orso. Musiken hade för ovanlighetens skull spelats in i förväg så den kunde spelas upp under filmandet. Musiken förstärkte atmosfären och inspirerade till filmens koreografi.

## Mottagande
Framgången för filmen dröjde ett slag i Italien, medan den blev mycket populär, i synnerhet bland högskolestudenter, i Västtyskland, Frankrike och Australien. Även i Japan, där den visades i ursprungligt format, rönte den god kritik. I Paris visades den nästan oupphörligt på bio i sex år. I Frankrike blev den en större succé än Dollartrilogin, medan den i Italien intjänade 3,8 miljoner i biointäkter jämfört med 4,3 miljoner för Den gode, den onde, den fule. Mottagandet i USA blev sämst, mycket på grund av dess längd och den amerikanska versionen nedkortades med dryga 20 minuter; bland annat klipptes Mortons och Cheyennes dödsscener bort.
I USA tjänade filmen en miljon dollar; bara en sjättedel av intäkterna för Den gode, den onde, den fule. Särskilt illa tyckte publiken om Fonda som barnamördare och när filmen visades på TV gick stationerna medvetet över till reklam varje gång Fonda drog upp revolvern mot McBains yngste son. Kritikerna i USA uppskattade dock vissa scener, som när Cardinale visas uppifrån liggande på sängen, när Fonda rider tillbaka till tåget och finner Morton döende och när tågrälsen läggs i slutskedet. Manuset ansågs emellertid vara för schematiskt; en recensent på Monthly Film Bulletin menade att Leone tagit sig vatten över huvudet då han försökte göra westernfilmen konstnärlig. Filmen åstadkom inte attrahera den amerikanska publiken som eftersökte västerns mytologiska aspekt.
Senare generationer filmmakare har värderat filmen högre. John Boorman betraktade den som både den sista och bästa westernfilmen. Stanley Kubrick tyckte så mycket om musiken att han hämtade inspiration från den innan han gjorde Barry Lyndon. Bernardo Bertolucci tyckte att filmen blev för intellektuell och andra ansåg att den hade en politisk dimension; Luciano Vincenzoni uppfattade att Leone under projektet nästan såg sig själv som ett mellanting mellan George Bernard Shaw och Karl Marx. Enligt Aliza Wong, chef för American Academy of Rome, betraktas Harmonica mer som ett farväl till westerngenren än som dess höjdpunkt.
2008 placerade Time den bland de 100 bästa filmerna, och samma år utnämnde Empire och The Guardian den till bästa westernfilmen någonsin. Filmen har plats 51 på IMDb:s lista över världens 250 bästa filmer.

## Efterspel
Efter Harmonica sade sig Leone vara trött på westerngenren och ville inte återuppliva den. Emellertid gjorde han 1971 post-westernfilmen Ducka, skitstövel! och var delaktig i produktionen av Tonino Valeriis Mitt namn är Nobody 1973 och Damiano Damianis Ett geni, två polare och en höna 1975.
2009 invaldes Harmonica i National Film Registry, USA:s kongressbiblioteks lista över filmer av särskild betydelse att bevara. I Almería har en temapark kallad Western Leone byggts kring Sweetwater med ranchen intakt.
Filmen hade svensk premiär den 4 augusti 1969 på biografen Palladium i Stockholm.